# Ellen Bry
Ellen Bry (* 13. Februar 1951 in New York City, New York) ist eine US-amerikanische Schauspielerin. Sie ist bekannt für ihre Rolle Schwester Shirley Daniels in der Fernsehserie Chefarzt Dr. Westphall.

## Leben
Bry besuchte öffentliche Schulen in Stamford, Connecticut und studierte an den Universitäten Tufts University (cum laude) und Columbia University.
1977 hatte sie ihren ersten Fernsehauftritt in der Serie Kojak – Einsatz in Manhattan. Größere Serienauftritte hatte sie als Julie Masters in Spider-Man – Der Spinnenmensch (1978–1979), Jean Hallinan in Dallas (1981) und Schwester Shirley Daniels in Chefarzt Dr. Westphall (1982–1987). Sie trat in etlichen weiteren Serien auf, wie etwa in Love Boat (1979–1986), Quincy (1980), Strike Force (1981–1982), New Love, American Style (1985–1986), MacGyver (1986), Mord ist ihr Hobby (1987), Raumschiff Enterprise: Das nächste Jahrhundert (1992), Baywatch – Die Rettungsschwimmer von Malibu (1993), Chicago Hope – Endstation Hoffnung (1996–1999), Boston Legal (2006) und Monk (2009).
Filme, in denen sie spielte, sind unter anderem Dallas Cowboys Cheerleaders (1979), Starflight One – Irrflug ins Weltall (1983), Bye Bye, Love (1995), Deep Impact (1998), Mission: Impossible III (2006) und The Lost & Found Family (2009).
Ihren Ehemann John Masius lernte sie während der Dreharbeiten zu der Fernsehserie Chefarzt Dr. Westphall kennen, bei der er Schöpfer und Produzent war.

## Filmografie
- 1977: Kojak – Einsatz in Manhattan (Kojak, Fernsehserie, eine Folge)
- 1978–1979: Spider-Man – Der Spinnenmensch (The Amazing Spider-Man, Fernsehserie, 8 Folgen)
- 1979: Dallas Cowboys Cheerleaders (Fernsehfilm)
- 1979: Salvage 1 (Fernsehserie, 2 Folgen)
- 1979: CHiPs (Fernsehserie, eine Folge)
- 1979: California Fever (Miniserie, eine Folge)
- 1979/1985/1986: Love Boat (The Love Boat, Fernsehserie, 3 Folgen, verschiedene Rollen)
- 1980: Quincy (Quincy M.E., Fernsehserie, eine Folge)
- 1980: One in a Million (Fernsehserie, eine Folge)
- 1981: Dallas (Fernsehserie, 3 Folgen)
- 1981: Riker (Fernsehserie, eine Folge)
- 1981: Sheriff Lobo (Fernsehserie, eine Folge)
- 1981–1982: Strike Force (Fernsehserie, 2 Folgen)
- 1982–1987: Chefarzt Dr. Westphall (St. Elsewhere, Fernsehserie, 52 Folgen)
- 1983: Starflight One – Irrflug ins Weltall (Starflight: The Plane That Couldn’t Land, Fernsehfilm)
- 1983: The Fisher Family (Fernsehserie, eine Folge)
- 1985: Matt Houston (Fernsehserie, eine Folge)
- 1985: Finder of Lost Love (Fernsehserie, eine Folge)
- 1985–1986: New Love, American Style (Fernsehserie, 3 Folgen)
- 1986: MacGyver (Fernsehserie, eine Folge)
- 1986: Disney – Land (Fernsehserie, eine Folge)
- 1986: Hotel (Fernsehserie, eine Folge)
- 1986: I-Mann – Die Kampfmaschine aus dem All (I-Man)
- 1987: Mord ist ihr Hobby (Murder, She Wrote, Fernsehserie, eine Folge)
- 1990: Ferris Bueller (Fernsehserie, eine Folge)
- 1992: Raumschiff Enterprise: Das nächste Jahrhundert (Star Trek: The Next Generation, Fernsehserie, eine Folge)
- 1993: Baywatch – Die Rettungsschwimmer von Malibu (Baywatch, Fernsehserie, eine Folge)
- 1994: Renegade – Gnadenlose Jagd (Renegade, Fernsehserie, eine Folge)
- 1994: Mrs. Greer (Kurzfilm)
- 1995: Bye Bye, Love
- 1996: Murder One (Fernsehserie, eine Folge)
- 1996–1999: Chicago Hope – Endstation Hoffnung (Chicago Hope, Fernsehserie, 7 Folgen, verschiedene Rollen)
- 1997–1998: Party of Five (Fernsehserie, 2 Folgen)
- 1998: The Visitor (Fernsehserie, eine Folge)
- 1998: Deep Impact
- 1999: Frauenpower (Family Law, Fernsehserie, eine Folge)
- 1999: Snoops – Charmant und brandgefährlich (Snoops, Fernsehserie, eine Folge)
- 2000: Highway 395
- 2002: Providence (Fernsehserie, eine Folge)
- 2003: Practice – Die Anwälte (The Practice, Fernsehserie, eine Folge)
- 2003: Strong Medicine: Zwei Ärztinnen wie Feuer und Eis (Strong Medicine, Fernsehserie, eine Folge)
- 2003: Polizeibericht Los Angeles (L.A. Dragnet, Fernsehserie, eine Folge)
- 2004: Zeit der Sehnsucht (Days of our Lives, Fernsehserie, eine Folge)
- 2005: The Closer (Fernsehserie, eine Folge)
- 2006: Mission: Impossible III
- 2006: Boston Legal (Fernsehserie, 2 Folgen)
- 2008: Dexter (Fernsehserie, eine Folge)
- 2008: General Hospital: Night Shift (Fernsehserie, eine Folge)
- 2009: Schatten der Leidenschaft (The Young and the Restless, Fernsehserie, eine Folge)
- 2009: The Lost & Found Family
- 2009: Monk (Fernsehserie, eine Folge)
- 2011: The Big Bris (Kurzfilm)
- 2013: Castle (Fernsehserie, eine Folge)

## Videospiel
- 1999: Emergency Room 2